# Napoleonstein (Jena)

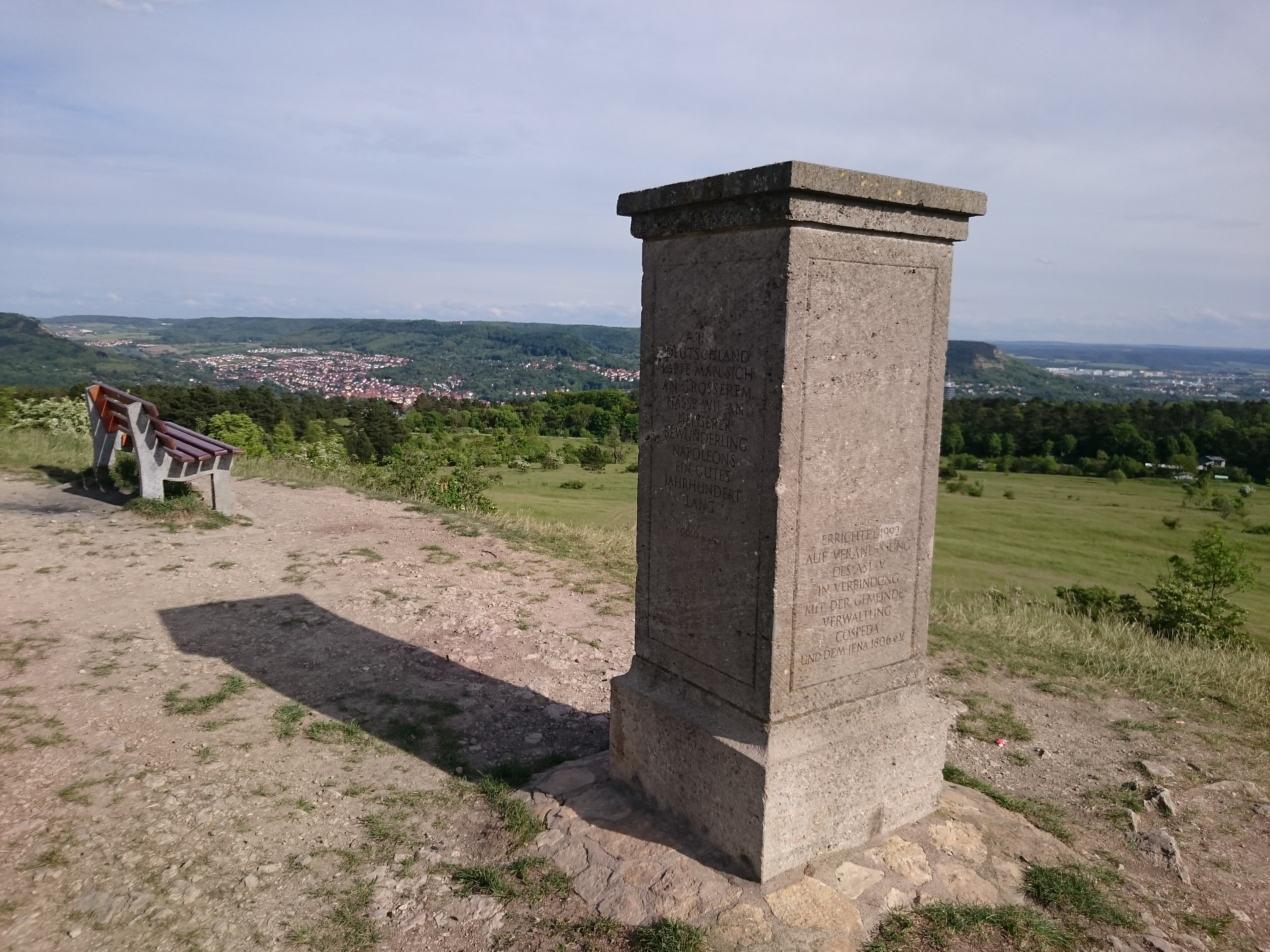
Napoleonstein auf dem Windknollen in Deutschland

Der Napoleonstein ist ein Denkmal an die Schlacht bei Jena und Auerstedt und liegt auf dem Windknollen nordwestlich von Jena auf 363 m Höhe. Aufgrund seiner Lage auf dieser stadtnahen Anhöhe ist der Napoleonstein ein beliebtes Ausflugsziel für die Jenaer Bevölkerung.

## Historischer Kontext
Nach drei gescheiterten Koalitionen gegen das militärisch starke Frankreich fand der vierte Koalitionskrieg statt. Die neue Koalition ab 1806 bestand im Wesentlichen aus Russland und Preußen sowie später auch Großbritannien und Schweden. Der Krieg begann mit der Vereinigung der Hauptarmee Preußens und der Armee von Hohenlohe-Ingelfingen, die in Thüringen stattfinden sollte. Da die Ankunft der russischen Truppen nicht abgewartet wurde, konnte Napoleon schnell reagieren: Er zog nach Thüringen, um dort die Vereinigung der beiden Truppen zu verhindern. So kam es zu den ersten Gefechten des vierten Koalitionskrieges am 9./10. Oktober 1806. Die Napoleonischen Truppen zogen darauf mit dem Ziel Berlin ab dem 12. Oktober entlang der Saale nach Norden, um einer Schlacht aus dem Weg zu gehen und vorerst nicht von Berlin abgeschnitten zu werden. Napoleon war im Unklaren über den Standort der preußischen Truppen (er vermutete sie nördlich in der Gegend von Naumburg bis Leipzig), sein Marschall Lannes entdeckte sie erst am Tag danach bei Jena. Daher zog Napoleon nach Jena und besetzte dort die strategisch wichtigen Berge, insbesondere den Landgraf und den Windknollen – den Standort des Denkmals. Das Gelände des Windknollens hat als Ausgangspunkt für die Schlacht von Jena und Auerstedt im Jahr 1806 historische Bedeutung. Napoleon eröffnete von hier aus, nachdem er hier die Nacht zum 14. Oktober verbracht hatte, um 6 Uhr morgens das Feuer auf die Stadt Jena und das Dorf Closewitz. Dies geschah mithilfe von Artillerie, die im Laufe der vorangegangenen Nacht auf dem Windknollen stationiert worden war. Die preußischen Truppen waren nicht genügend vorbereitet, leicht reduziert und angeschlagen infolge der Schlachten bei Schleiz und Saalfeld nur vier Tage zuvor. Die Truppen Hohenlohes befanden sich einige Kilometer westlich der Stadt in der Nähe von Isserstedt und Vierzehnheiligen, mussten sich aber auch nach starken Verlusten durch Dauerbeschuss der Franzosen zurückziehen. Insgesamt wurden in der Schlacht bei Jena ca. 10.000 preußische und sächsische Soldaten getötet oder verwundet und weitere 10.000 gefangen genommen.

## Ursprüngliche Form des Denkmals
Der Napoleonstein auf dem Windknollen war in seiner ursprünglichen Form ein Grenzstein zwischen Jena und der nahegelegenen Siedlung Cospeda, ähnlich etlichen anderen Grenzsteinen im 18. und frühen 19. Jahrhundert. Nach der Schlacht von Jena und Auerstedt von 1806 ließ Napoleon als Zeichen des Triumphes ein „N“ in den Stein einmeißeln. Dieser Gedenkstein wurde im Laufe des 19. Jahrhunderts zwei Mal durch andere Steine ersetzt, der zweite trug eine Kaiserkrone.
Nach dem Zweiten Weltkrieg wurde das Gelände des Windknollens zu einem Truppenübungsplatz der sowjetischen Armee. In den 1960er-Jahren verschwand der Stein. Nach der Wende von 1989 und der Räumung des sowjetischen Truppenübungsplatzes 1991 wurde im Jahr 1992 durch den Verein Academica & Studentica Jenensia e. V., die Gemeindeverwaltung Cospeda und den Verein Jena 1806 e. V. der gegenwärtige Stein errichtet.

## Inschriften
Auf der Nordseite ist ein Zitat von Golo Mann eingraviert: „In Deutschland labte man sich an größerem Hasse wie an heisserer Bewunderung Napoleons ein gutes Jahrhundert lang.“
Auf der Ostseite des Steines sind diverse Entfernungen von ausgewählten Lebensstationen Napoleons zum Standort des Steines in chronologischer Reihenfolge aufgelistet.
- Paris 700 km
- Marengo 707 km
- Kairo 2838 km
- Austerlitz 429 km
- Auerstedt 17 km
- Madrid 1657 km
- Borodino 1683 km
- Leipzig 72 km
- Waterloo 503 km
- Longwood (St. Helena) 7626 km

Die Südseite des Steines ziert obig ein „N“, symbolisch für Napoleon, sowie eine Krone – beides in goldener Farbe. Darunter ist das Datum der Schlacht, 14. Oktober 1806, eingraviert.
Auf der Westseite sind die Vereine vermerkt, die die Errichtung ermöglicht haben. Sie lautet: „Errichtet 1992 auf Veranlassung des ASJ e.V. in Verbindung mit der Gemeindeverwaltung Cospeda und dem Jena 1806 e.V.“